# Hungarian International 1973
Die Hungarian International 1973 (ungarisch Budapest nemzetközi centenáriumi versenye) im Badminton fanden am 30. September 1973 in der OKISZ-Sporthalle in der Szentkirályi utca im VIII. Bezirk von Budapest statt. Dieses Turnier wurde zur Erinnerung an das 100-jährige Bestehen der Stadt Budapest abgehalten, die aus den Städten Buda und Pest entstanden war. Die Teilnehmer kamen aus Bulgarien, Polen, der Tschechoslowakei und Ungarn. In den Einzeldisziplinen wurden Spiele um Platz drei ausgetragen, in welchen Juraj Reis (TJ Lokomotíva Košice) und Zsuzsa Szabados (BEAC) unterlagen.

## Sieger und Platzierte
| Disziplin    | Gold                                                                  | Silber                                                    | Bronze                                                                      |
| ------------ | --------------------------------------------------------------------- | --------------------------------------------------------- | --------------------------------------------------------------------------- |
| Herreneinzel | Ján Šandorčin (TJ Lokomotíva Košice)                                  | Ferenc Rolek (BSC)                                        | András Édes (ISC)                                                           |
| Dameneinzel  | Éva Cserni (FÖKERT SE)                                                | Ildikó Szabó (Hatvan)                                     | Gertrúd Ladányi (ISC)                                                       |
| Mixed        | László Rammer (Honvéd Kilián FSE) Valéria Virágos (Honvéd Kilián FSE) | Jozef Žuffa (TJ Lokomotíva Košice) Éva Cserni (FÖKERT SE) | András Édes (ISC) Erzsébet Wolf (ISC)                                       |
| Mixed        | László Rammer (Honvéd Kilián FSE) Valéria Virágos (Honvéd Kilián FSE) | Jozef Žuffa (TJ Lokomotíva Košice) Éva Cserni (FÖKERT SE) | Ján Šandorčin (TJ Lokomotíva Košice) Alena Sedláková (TJ Lokomotíva Košice) |

## Finalresultate
| Disziplin    | Sieger                        | Finalist               | Ergebnis          |
| ------------ | ----------------------------- | ---------------------- | ----------------- |
| Herreneinzel | Ján Šandorčin                 | Ferenc Rolek           | 15–2, 15–10       |
| Dameneinzel  | Éva Cserni                    | Ildikó Szabó           | 11–4, 11–0        |
| Mixed        | László Rammer Valéria Virágos | Jozef Žuffa Éva Cserni | 5–15, 15–8, 15–13 |